# Litisconsorcio
Existe litisconsorcio cuando en un litigio una o ambas partes están compuestas por varios sujetos.
Es un instituto que permite que quien es tercero al momento inicial del proceso se incorpore a éste adquiriendo la calidad de parte otorgando el derecho de defensa en sentido amplio si acredita determinado interés a los fines de que se le otorgue la participación de ley, estableciendo que “declarada admisible la intervención del tercero, éste asume la calidad de parte con sus derechos, obligaciones, cargas, facultades y deberes. Porque el propósito de la institución consiste en brindar a aquél la protección judicial de un derecho o interés propio” 
Clases de Intervención de Terceros; 
Espontánea o voluntaria; es facultativa de su propia libertad. Adquiere las formas.
Adhesiva autónoma o litisconsorcial: Este tipo de intervención implica que el tercero que ingresa al proceso lo hace asumiendo la calidad de parte y posee independencia de estrategia y actividad procedimental respecto del sujeto con el cual conforma el litisconsorcio. 
Adhesiva coadyuvante: este tercero al solicitar su intervención no lo hace en forma principal ni en calidad de parte plena pero hace valer un interés porque puede verse perjudicado por el dictado de una sentencia contraria a la parte que ayuda o coadyuva. Sus poderes y cargas se ven supeditadas a la estrategia procesal de la parte a la cual coadyuva
Ad excludendum: es una intervención principal y autónoma mediante la cual el tercero opone una pretensión en contra de ambas partes, pues sus intereses son contrarios. El caso típico se da cuando las partes discuten su derecho posesorio sobre un determinado inmueble. El tercero interviene interponiendo su derecho de propiedad que excluye en segundo plano la discusión entre las partes para el momento posterior a la determinación de la pretensión del tercero principal o ad exludendum. Se dictará un pronunciamiento único respecto de las tres relaciones.
Provocada o coactiva: se deriva de la citación que realiza el tribunal a este tercero a los fines de que integre la relación procesal adquiriendo la calidad de parte. Esta citación puede ser efectuada, conforme las legislaciones procesales, de oficio o a petición de parte, vinculando al tercero como consecuencia de dicha citación a la relación procesal originaria. La sentencia que se dicte lo vinculará con los efectos del caso juzgado.

## Tipos
De acuerdo a la posición de las partes esta puede ser:
- Activo: cuando varios actores litigan frente a un solo demandado.
- Pasivo: cuando un solo actor se dirige frente varios demandados.
- Mixto: si varios actores litigan frente a varios demandados.
- Originario: cuando la pluralidad de litigantes aparece desde el comienzo del proceso, (acumulación subjetiva de pretensiones).
- Sucesorio: cuando la pluralidad de litigantes se produce durante el desarrollo posterior del proceso. Ej: fallece el actor y lo reemplazan sus 3 herederos.

- Facultativo o voluntario: Cuando se forma libre y espontáneamente por voluntad de las partes y ello es posible porque las acciones son conexas, sea por el título, por el objeto, o por ambos. Los litisconsortes tienen legitimación procesal independiente, o sea: cada uno de ellos es autónomo, independiente uno del otro. Y como consecuencia de esta independencia, por lo general, los actos de uno de ellos no beneficia ni perjudica a los demás.

- Necesario u obligatorio: (Pretensión única). Cuando lo impone la ley o la naturaleza de la relación jurídica que constituye la causa de la pretensión. Lo impone porque la sentencia sólo puede dictarse útilmente frente a todos los partícipes de la relación jurídica substancial discutida en el proceso. Y si todos ellos no estuvieren participando en el proceso el juez ordenara integrar la litis, citando al litigante que faltare. Los litisconsortes no son independientes, sino que se consideran como una unidad, y por eso, en general, los actos que realice uno de ellos beneficia a los demás.

- Cuasinecesario: Hay supuestos en que, si bien la naturaleza de la pretensión procesal requiere una declaración judicial única, que comprenda a todos los que tienen relación con ella, no supone que todos los interesados tengan que intervenir en el proceso. un ejemplo lo da el código civil al decir que el acreedor puede dirigirse contra cualquiera de los deudores solidarios o contra todos a la vez. las reclamaciones entabladas contra uno, no serán obstáculo para las que posteriormente se dirijan contra los demás deudores solidarios mientras la deuda no resulte pagada por completo.

## Clasificación del Litisconsorcio

#### Litisconsorcio Facultativo
Esta figura opera cuando en un proceso de manera voluntaria litigan dos o más personas en forma conjunta porque sus pretensiones son conexas produciéndose una acumulación de pretensiones ( Art. 94º del Código Procesal Civil Peruano), es decir es la voluntad propia del fiador.
1) El proceso puede concluir para uno de los litisconsortes (Ej: porque celebró transacción, desistió del derecho, etc), pero continua para los otros.
2) Los recursos interpuestos por uno de los litisconsortes no benefician a los restantes (salvo que esto lleve a sentencias contradictorias con respecto a un hecho común).
3) La oposición de excepciones y defensas es personal: sólo beneficia o perjudica al que las opone.
4) La sentencia puede ser diferente respecto a cada uno de ellos.
El Litisconsorcio Facultativo de divide en:
- Propio: Opera cuando los sujetos están vinculados por la causa o por objeto de sus pretensiones.
- Impropio: Ocurre cuando las pretensiones no están propiamente conexas, por no nacer de un mismo título ni funden su en una misma causa de pedir si tienen entre cierta semejanza, justifica su acumulación por afinidad.

#### Litisconsorcio Necesario
Se da cuando la decisión a recaer en el proceso afecta de manera uniforme a todos los litisconsortes. (Art. 93 del Código Procesal Civil Peruano).
1) Ciertos actos que ponen fin al proceso que realice uno de los litisconsortes (Ej: allanamiento, desistimiento, etc.) no producen sus efectos hasta tanto los demás litigantes hagan lo mismo (Ej: se allanen, desistan, etc.).
2) Los recursos deducidos por uno de ellos aprovecha o perjudica a todos.
3) Las defensas opuestas por uno, favorecen a todos los demás.
4) El impulso del procedimiento por uno de ellos favorece a todos los demás.
5) La sentencia debe ser igual para todos.
- Litisconsorcio Necesario Propio.- Opera cuando la ley expresamente ordena integrar.
- Litisconsorcio Necesario Impropio.- No tiene establecido como carga directa de la ley sino por la propia naturaleza material en discusión.

## Ejemplos
Ejemplos referidos a juicios dentro de un tribunal.
- Activo: sujetos A y B litigan contra C
- Pasivo: sujeto A litiga contra B y C
- Mixto: sujeto A y B litigan contra C y D
- Necesario u obligatorio: sujeto A quiere litigar contra B y C en dos juicios diferente, pero la ley exige que el sujeto A debe litigar contra B y C conjuntamente en un mismo juicio.
- Voluntario: el mismo ejemplo que antes (necesario) pero en este caso no le exige la Ley. Se efectúa por decisión de los sujetos que participarían del litigio en forma conjunta.

## Legislación

### España
En España, el litisconsorcio aparece recogido en la Ley de Enjuiciamiento Civil.